# 札幌ハリストス正教会

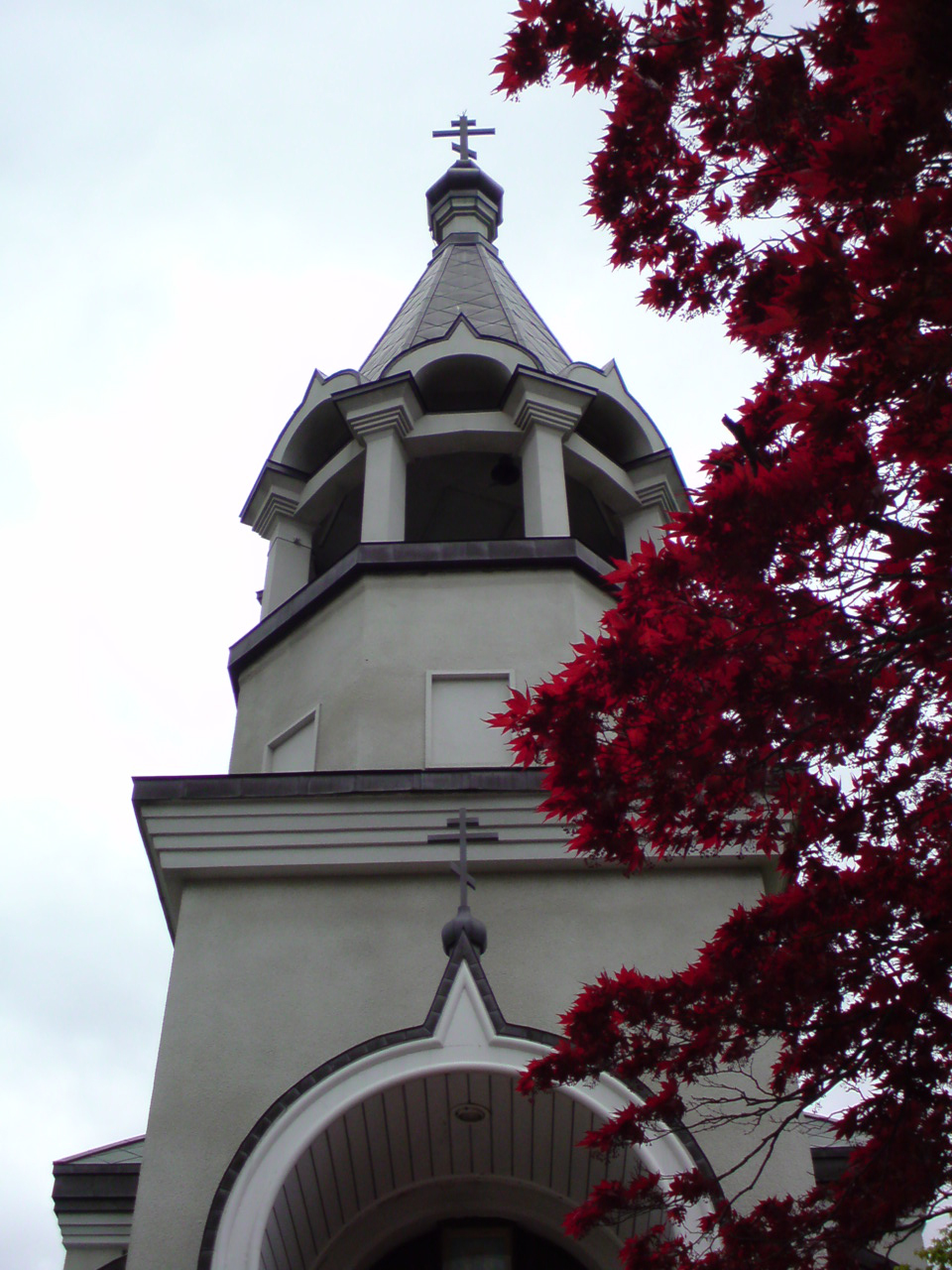
札幌ハリストス正教会

札幌ハリストス正教会（さっぽろはりすとすせいきょうかい）は、日本ハリストス正教会に所属する正教会の教会である。

## 所在地
- 札幌市豊平区福住2条2-3-10

## 歴史
- 1888年(明治21年) - 札幌正教会が開設された
- 1936年(昭和11年) - 中央区南7条東1丁目に建てられた
- 1971年(昭和46年) - 1972年札幌オリンピック開催による道路整備のため現在の地に移転・新築され聖堂が完成[1]

## 周辺
- 札幌市営地下鉄東豊線福住駅
- 札幌ドーム